# Distrito de San Cristóbal (Luya)
El distrito de San Cristóbal es uno de los veintitrés distritos de la Provincia de Luya, ubicado en el Departamento de Amazonas, en el norte del Perú. Limita por el norte con el distrito de San Jerónimo; por el este con la provincia de Bongará; por el sur con el distrito de Lámud y el distrito de Ocalli y; por el oeste con el distrito de Luya Viejo.
Desde el punto de vista jerárquico de la Iglesia católica forma parte del Diócesis de Chachapoyas.

## Historia
El distrito fue creado el 30 de diciembre de 1944 mediante Ley N.º 10152, en el primer gobierno del Presidente Manuel Prado Ugarteche

## Geografía
Abarca una superficie de 33.36 km² y tiene una población estimada mayor a 700 habitantes. 
Su capital es el centro poblado de Olto.

### Poblados y caseríos
- Olto
- Santa Rosa
- San Juan

## Autoridades

### Municipales
- 2015 - 2018[2]
  - Alcalde: Alfonso Valqui García, del Movimiento Independiente Surge Amazonas.
  - Regidores:

  1. Juan Carlos Valqui Ventura (Movimiento Independiente Surge Amazonas)
  2. Amaximandro Ventura Tenorio (Movimiento Independiente Surge Amazonas)
  3. Carmen Ventura Huamán (Movimiento Independiente Surge Amazonas)
  4. Norbil Cortegana Valqui (Movimiento Independiente Surge Amazonas)
  5. Paulino Cortegana Huamán Puerta (Movimiento Regional Amazonense Unidos al Campo)

### Religiosas
- Obispo de Chachapoyas: Monseñor Emiliano Antonio Cisneros Martínez, OAR.

## Festividades
Las fiestas patronales de la capital Olto se celebra en la fiesta de San Cristóbal, el 19 de septiembre. 
Como comidas típicas se conoce la Chochoca y el Puchero con Caransho entre otros.